# الحدود الأذربيجانية الإيرانية

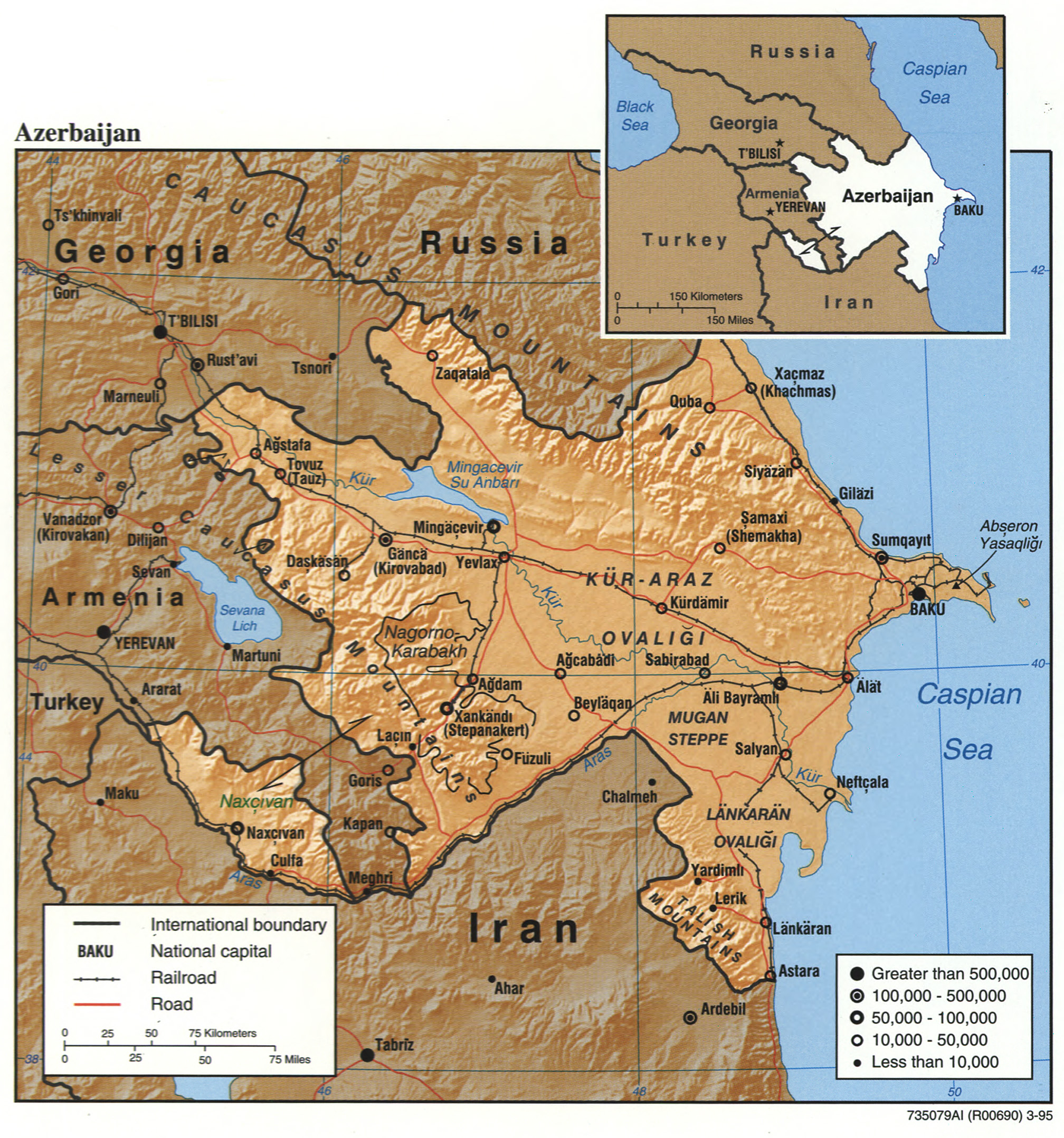

الحدود الأذربيجانية الإيرانية (بالأذرية: Azərbaycan–İran sərhədi)‏، (بالفارسية: مرز آذربایجان و ایران) طولها 765 كم (428 م) وتتكون من قسمين غير متجاورين يفصل بينهما الحدود الأرمينية الإيرانية.

## تاريخ
خلال القرن التاسع عشر، كانت منطقة القوقاز محل نزاع بين الإمبراطورية العثمانية المتدهورة وبلاد فارس وروسيا، والتي كانت تتوسع جنوبا. بحلول الحرب الروسية الفارسية (1804-1813) ومعاهدة وليستان اللاحقة، استحوذت روسيا على الجزء الأكبر مما يُعرف الآن بأذربيجان وأجزاء من أرمينيا. تم رسم الحدود وهي الحدود الحديثة بين إيران وأذربيجان (باستثناء قسم نخجوان) وإيران وأرمينيا. بعد الحرب الروسية الفارسية (1826-1828) ومعاهدة تركمانشاي، أجبرت بلاد فارس على التنازل عن ناختشيفان وبقية أرمينيا لروسيا. تم تمديد آراس كحدود حتى النقطة الثلاثية العثمانية، وبالتالي إنهاء ما سيصبح الحدود الأذربيجانية الإيرانية.
خلال الحرب العالمية الأولى الروسيون الشيوعيوين نظموا ثورة ناجحة في عام 1917، في حين أن شعوب جنوب القوقاز قد أعلنت الجمهورية الترانسقوقازية الديمقراطية الاتحادية في عام 1918. أدت الخلافات الداخلية إلى مغادرة جورجيا الاتحاد في مايو 1918، تلاها بعد ذلك بوقت قصير أرمينيا وأذربيجان. تسببت أذربيجان المستقلة حديثًا بسبب إسمها في توترات مع بلاد فارس، حيث بدا أنها تدل على مطالبة بـ منطقة أذربيجان الإيرانية. في عام 1920، فتح الجيش الأحمر الروسي أذربيجان وأرمينيا، منهيا استقلالهما، وتبعتهما بعد ذلك بوقت قصير جورجيا. تم دمج جميع الولايات الثلاث في جمهورية القوقاز السوفيتية الإشتراكية داخل الاتحاد السوفياتي، قبل أن يتم تفكيكها في عام 1936. تأسست دولة انفصالية مدعومة من السوفييت في أذربيجان الإيرانية عام 1945 ولكن سرعان ما تم القضاء عليها من قبل القوات الإيرانية.
أدخلت اتفاقية حدودية بين إيران والاتحاد السوفياتي في عام 1954 بعض التعديلات الطفيفة على طول الحدود في سهل موغان وبالقرب من ديمان ونامين، لصالح إيران. ثم تبع ذلك ترسيم على الأرض، مع اتفاق نهائي تم الاتفاق عليه في عام 1957. في عام 1970، تم إجراء بعض التعديلات الإضافية على قسم ناختشفان من الحدود بعد إنشاء سد أراس.
عقب انهيار الاتحاد السوفياتي عام 1991، نالت أذربيجان استقلالها ورثت قسمها من الحدود بين إيران والاتحاد السوفيتي. وسرعان ما اعترفت إيران بالدولة الجديدة، على الرغم من فتور العلاقات بسبب المخاوف الإيرانية من مطالبات أذربيجان المحتملة بأراضيها كجزء من «أذربيجان الكبرى»، حيث دافعت إيران عن أرمينيا في حرب قره باغ الأولى. بعد الحرب، سيطرت أرمينيا على الجزء الغربي من «البر الرئيسي» من الحدود بين أذربيجان وإيران. تحسنت العلاقات بين إيران وأذربيجان إلى حد ما منذ حكم حسن روحاني لإيران.
خلال حرب مرتفعات قره باغ 2020، سيطرت أذربيجان بشكل كامل على الجزء الغربي من الحدود مع إيران في غضون شهر واحد منتزعة إياها من جمهورية أرتساخ المعلنة ذاتياً، مما أدى في النهاية إلى استعادة السيطرة الأذربيجانية على الحدود.

## إنظر أيضا
• العلاقات الأذربيجانية الإيرانية